# 吳鐘赫
吳鐘赫（韓語：오종혁，羅馬化：Oh Jong Hyuk，1983年2月16日—），韓國男歌手及演員，流行音樂團體Click-B成員。因發生一位歌迷追逐Click-B車子，心臟有問題突然激烈跑動而死的事件，身為Click-B時期最受歡迎的團員，在事件發生後讓自己休息了2年多。在這段日子中，他不斷的充實自己，練習發聲、健身、練舞、創作、學設計等活動。

## 感情生活
2010年11月，朴昭妍在節目《Star Golden Bell》透露是吳鐘赫的粉絲，2010年12月26日，兩人一同參與綜藝節目《花束》，2天后（12月28日）兩人正式交往。
2011年4月起，吳鐘赫成為海軍陸戰隊的一員，2013年2月底退伍，此2年時間，昭妍曾去營中面會。
2013年9月，韓國媒體捕捉到他們慶祝交往1000日的照片。
2016年7月5日，雙方所屬經紀公司表示兩人因專注於各自的圈內活動，已於近期分手，但由於兩人交往多年，因此將保持友好的同事關係。

## 個人資料
- 官方正名：吳鐘赫
- 星座 : 水瓶座
- 身高 : 178 cm
- 體重 : 56 kg
- 家庭成員:爸爸，媽媽，哥哥
- 血型 : B型
- 信仰：基督教

## 音樂作品

### Click-B時代
- 1辑 Click-B 1st (1999年8月7日)
- 2辑 Challenge (2000年6月)
- 3辑 Click-B 3 (2001年4月)
- 4辑 Cowboy (2003年2月7日)
- 精选辑 TheBestOfClick-B（2004年1月17日）
- 5辑 Smile (2006年6月26日)

### 單飛後
- 1輯 OJ新聞(2007年5月13日)
- 合作曲 枯萎(시들어) Duet with 智淑(Rainbow)（2016年10月27日）

## 演出作品

### 電視劇
- 2010年：MBC《過得有滋有味》飾演 洪振秀
- 2014年：MBC《Drama Festival－吉他與熱褲》飾演 基燦
- 2014年：KBS《Healer》飾演 吳吉漢
- 2023年：tvN《运气好的日子》飾演 孫大賢（特別出演）

### 電影
- 2016年：《舞水端（朝鲜语：무수단 (영화)）》飾演 劉哲煥
- 2017年：《奶酪陷阱》飾演 吳英坤

### 話劇
- 2014年：《The Pride》飾演 Oliver
- 2016年：《Kill Me Now》飾演 Joy

### 音樂劇
- 2010年、2013年：《Thrill me》飾演 Nathan
- 2013年－2016年：《那些日子》飾演 姜武英
- 2013年－2014年：《婚禮歌手》飾演 Robbie Hart
- 2014年：《共同警戒區JSA》飾演 金壽赫
- 2014年：《Blood Brothers》飾演 Eddy

## 綜藝節目
- 2010年10月12日-2010年10月19日：SBS《強心臟》Ep.47-48
- 2010年12月16日：MBC《愛情追擊者》Ep.16（與皇甫惠貞）
- 2013年4月3日：MBC《黃金漁場Radio Star》宣傳音樂劇 - 那些日子
- 2013年7月26日-2013年9月27日：SBS《叢林的法則》貝里斯篇
- 2013年12月3日-2013年12月6日：KBS《執勤中無異常》（與李勳、Defconn、奇太映、黃光熙）
- 2013年12月20日-2014年7月4日：SBS《叢林的法則》密克羅尼西亞篇、婆羅洲篇、巴西篇
- 2015年9月26日：SBS《心肺復甦 Song》（與Click-B全體團員）
- 2015年11月29日-2015年12月6日：MBC《神秘音樂秀：蒙面歌王》（Ep.35-36）
- 2021年：Channel A及sky TV共同製作《鋼鐵部隊》
- 2021年9月5日：JTBC《認識的哥哥》EP296

## 獎項
- 2013年：第七屆SBS演藝大賞－挑戰賞（與安貞桓，叢林的法則）

## 外部連結
- 官方网站 （繁體中文）
- 吳鐘赫的Instagram帳戶